# Erdmute Dorotea di Sassonia-Zeitz

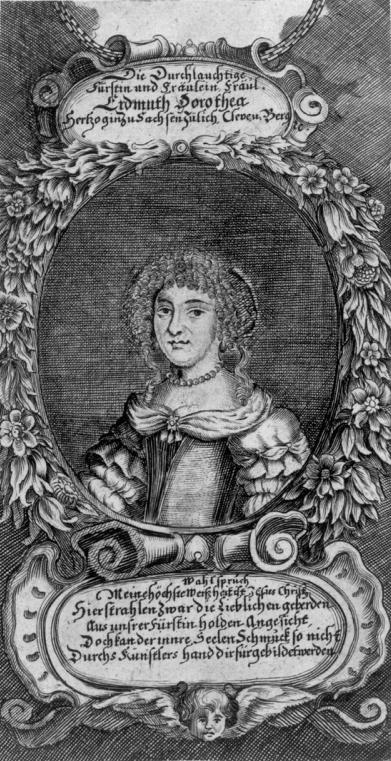
Erdmute Dorotea di Sassonia-Zeitz, duchessa consorte di Sassonia Merserburg

Erdmute Dorotea di Sassonia-Zeitz (Naumburg, 13 novembre 1661 – Merseburg, 29 aprile 1720) è stata una principessa tedesca, della casata di Sassonia-Zeitz, duchessa consorte di Sassonia-Merserburg.

## Biografia
Figlia del duca Maurizio di Sassonia-Zeitz e di sua moglie, la principessa Dorotea Maria di Sassonia-Weimar,
il 14 ottobre del 1679 sposò, nel castello di Moritzburg, il duca Cristiano II di Sassonia-Merseburg.
Dopo la morte del marito, avvenuta nel 1694, divenne tutrice del figlio Maurizio Guglielmo di Sassonia-Merseburg, soprannonimato il "duca del Violino", mantenendo tale ruolo sino a che egli non raggiunse la maggiore età nel 1712: guidò gli affari governativi. Si impegnò per la Lauchstädter Quelle ("Fonte dei porri cittadini"), che fece recintare nel 1710, aggiungendovi un pozzo in legno, e fece piantare dei tigli, disposti a formare un arco verde.
Nel 1720 morì nella sua sede vedovile, il castello di Bündorf, ma venne sepolta nella cripta principesca della cattedrale di Merserburg.
In occasione della sua morte venne coniato un ducato aureo ed è ricordata da uno dei quattro obelischi situati nel giardino del castello di Merserburg.

## Ascendenza
|                                                  |                                         |                                               | Genitori                                           |  |  | Nonni |  |  | Bisnonni                                      |  |  | Trisnonni                                   |  |
|                                                  |                                         |                                               |                                                    |  |  |       |  |  | 8. Christian I, principe elettore di Sassonia |  |  | 16. August I, principe elettore di Sassonia |  |
|                                                  |                                         |                                               |                                                    |  |  |       |  |  | 8. Christian I, principe elettore di Sassonia |  |  | 16. August I, principe elettore di Sassonia |  |
|                                                  |                                         | 17. Anna af Danmark                           |                                                    |  |  |       |  |  | 8. Christian I, principe elettore di Sassonia |  |  |                                             |  |
| 4. Johann Georg I, principe elettore di Sassonia |                                         |                                               |                                                    |  |  |       |  |  | 8. Christian I, principe elettore di Sassonia |  |  |                                             |  |
|                                                  |                                         | 9. Sophie von Brandenburg                     | 18. Johann Georg, principe elettore di Brandeburgo |  |  |       |  |  |                                               |  |  |                                             |  |
|                                                  |                                         | 9. Sophie von Brandenburg                     | 18. Johann Georg, principe elettore di Brandeburgo |  |  |       |  |  |                                               |  |  |                                             |  |
|                                                  |                                         | 9. Sophie von Brandenburg                     | 19. Sabina von Brandenburg-Ansbach                 |  |  |       |  |  |                                               |  |  |                                             |  |
| 2. Moritz, duca di Sassonia-Zeitz                |                                         | 9. Sophie von Brandenburg                     |                                                    |  |  |       |  |  |                                               |  |  |                                             |  |
|                                                  |                                         | 10. Albrecht Friedrich, duca di Prussia       | 20. Albrecht I, duca di Prussia                    |  |  |       |  |  |                                               |  |  |                                             |  |
|                                                  |                                         | 10. Albrecht Friedrich, duca di Prussia       | 20. Albrecht I, duca di Prussia                    |  |  |       |  |  |                                               |  |  |                                             |  |
|                                                  |                                         | 10. Albrecht Friedrich, duca di Prussia       | 21. Anna Maria von Braunschweig-Lüneburg           |  |  |       |  |  |                                               |  |  |                                             |  |
| 5. Magdalena Sibylle von Preußen                 |                                         | 10. Albrecht Friedrich, duca di Prussia       |                                                    |  |  |       |  |  |                                               |  |  |                                             |  |
|                                                  |                                         | 11. Marie Eleonore von Jülich-Kleve-Berg      | 22. Wilhelm, duca di Jülich-Kleve-Berg             |  |  |       |  |  |                                               |  |  |                                             |  |
|                                                  |                                         | 11. Marie Eleonore von Jülich-Kleve-Berg      | 22. Wilhelm, duca di Jülich-Kleve-Berg             |  |  |       |  |  |                                               |  |  |                                             |  |
|                                                  |                                         | 11. Marie Eleonore von Jülich-Kleve-Berg      | 23. Maria von Österreich                           |  |  |       |  |  |                                               |  |  |                                             |  |
| 1. Erdmuth Dorothea von Sachsen-Zeitz            |                                         | 11. Marie Eleonore von Jülich-Kleve-Berg      |                                                    |  |  |       |  |  |                                               |  |  |                                             |  |
|                                                  | 12. Johann III, duca di Sassonia-Weimar | 24. Johann Wilhelm, duca di Sassonia-Weimar   |                                                    |  |  |       |  |  |                                               |  |  |                                             |  |
|                                                  | 12. Johann III, duca di Sassonia-Weimar | 24. Johann Wilhelm, duca di Sassonia-Weimar   |                                                    |  |  |       |  |  |                                               |  |  |                                             |  |
|                                                  | 12. Johann III, duca di Sassonia-Weimar | 25. Dorothea Susanne von der Pfalz-Simmern    |                                                    |  |  |       |  |  |                                               |  |  |                                             |  |
| 6. Wilhelm, duca di Sassonia-Weimar              | 12. Johann III, duca di Sassonia-Weimar |                                               |                                                    |  |  |       |  |  |                                               |  |  |                                             |  |
|                                                  |                                         | 13. Dorothea Maria von Anhalt                 | 26. Joachim Ernst, principe di Anhalt              |  |  |       |  |  |                                               |  |  |                                             |  |
|                                                  |                                         | 13. Dorothea Maria von Anhalt                 | 26. Joachim Ernst, principe di Anhalt              |  |  |       |  |  |                                               |  |  |                                             |  |
|                                                  |                                         | 13. Dorothea Maria von Anhalt                 | 27. Eleonore von Württemberg                       |  |  |       |  |  |                                               |  |  |                                             |  |
| 3. Dorothea Maria von Sachsen-Weimar             |                                         | 13. Dorothea Maria von Anhalt                 |                                                    |  |  |       |  |  |                                               |  |  |                                             |  |
|                                                  |                                         | 14. Johann Georg I, principe di Anhalt-Dessau | 28. Joachim Ernst, principe di Anhalt (= 26)       |  |  |       |  |  |                                               |  |  |                                             |  |
|                                                  |                                         | 14. Johann Georg I, principe di Anhalt-Dessau | 28. Joachim Ernst, principe di Anhalt (= 26)       |  |  |       |  |  |                                               |  |  |                                             |  |
|                                                  |                                         | 14. Johann Georg I, principe di Anhalt-Dessau | 29. Agnes von Barby-Mühlingen                      |  |  |       |  |  |                                               |  |  |                                             |  |
| 7. Eleonore Dorothea von Anhalt-Dessau           |                                         | 14. Johann Georg I, principe di Anhalt-Dessau |                                                    |  |  |       |  |  |                                               |  |  |                                             |  |
|                                                  |                                         | 15. Dorothea von Pfalz-Simmern                | 30. Johann Kasimir, conte palatino di Simmern      |  |  |       |  |  |                                               |  |  |                                             |  |
|                                                  |                                         | 15. Dorothea von Pfalz-Simmern                | 30. Johann Kasimir, conte palatino di Simmern      |  |  |       |  |  |                                               |  |  |                                             |  |
|                                                  |                                         | 15. Dorothea von Pfalz-Simmern                | 31. Elisabeth von Sachsen                          |  |  |       |  |  |                                               |  |  |                                             |  |
|                                                  |                                         | 15. Dorothea von Pfalz-Simmern                |                                                    |  |  |       |  |  |                                               |  |  |                                             |  |